# Asia Rugby Championship 2018
Die Asia Rugby Championship 2018 war ein Wettbewerb für asiatische Nationalmannschaften in der Sportart Rugby Union. Es handelte sich um die 31. Ausgabe der vom Verband Asia Rugby organisierten Rugby-Union-Asienmeisterschaft. Beteiligt waren 19 Mannschaften, die in vier Divisionen gegeneinander antraten (die vierte war zusätzlich in drei Gruppen unterteilt). Der Wettbewerb diente gleichzeitig als Qualifikation für die Weltmeisterschaft. Titelverteidiger Japan nahm nicht teil, da es als WM-Gastgeber bereits qualifiziert war. Erstmals überhaupt gewann Hongkong den Asienmeistertitel.

## Top 3
|    | Land     | Spiele | Siege | Unent. | Ndlg. | Spiel- punkte | Diff. | Bonus- punkte | Tabellen- punkte |
| -- | -------- | ------ | ----- | ------ | ----- | ------------- | ----- | ------------- | ---------------- |
| 1. | Hongkong | 4      | 4     | 0      | 0     | 227:44        | + 183 | 3             | 19               |
| 2. | Südkorea | 4      | 2     | 0      | 2     | 128:91        | + 37  | 2             | 10               |
| 3. | Malaysia | 4      | 0     | 0      | 4     | 40:260        | − 220 | 1             | 1                |

4 Tabellenpunkte für Sieg, 2 Tabellenpunkte für Unentschieden, 1 Bonuspunkt bei vier oder mehr Versuchen, 1 Bonuspunkt bei Niederlage mit weniger als sieben Zählern Differenz.
Ergebnisse
| 28. April 2018 16:30 MST | Malaysia                                                                                 | 10 : 35        | Südkorea | Nationalstadion Bukit Jalil, Kuala Lumpur Zuschauer: 15.000 Schiedsrichter: Tim Baker (Hongkong) |
| 28. April 2018 16:30 MST | Versuche: Vunimoku 61. erh. Erhöhungen: Bin Sudin (1/1) Straftritte: Bin Sudin (1/1) 70. | (0:21) Bericht | Versuche: Jang (2) 9. n.erh., 48. erh. Strafversuch 25. Kim 80. erh. Erhöhungen: Oh (2/3) Straftritte: Oh (3/3) 3., 21., 37. | Nationalstadion Bukit Jalil, Kuala Lumpur Zuschauer: 15.000 Schiedsrichter: Tim Baker (Hongkong) |

| 5. Mai 2018 16:30 MST | Malaysia                                                | 8 : 67         | Hongkong | Nationalstadion Bukit Jalil, Kuala Lumpur Schiedsrichter: Shūhei Kubo (Japan) |
| 5. Mai 2018 16:30 MST | Versuche: Saukuru 36. n.erh. Straftritte: Bin Sudin 77. | (5:27) Bericht | Versuche: Lamboley (2) 15. n.erh., 28. n.erh. Neville 32. erh. Slatem 40. erh. Yu (2) 43. erh., 48. n.erh. Pincott 51. erh. Hartley 61. erh. Parfitt 67. erh. Keith 69. erh. Erhöhungen: Rosslee (7/10) Straftritte: Rosslee 23. | Nationalstadion Bukit Jalil, Kuala Lumpur Schiedsrichter: Shūhei Kubo (Japan) |

| 12. Mai 2018 16:30 KST | Südkorea                                                                     | 21 : 30        | Hongkong | Namdong-Rugby-Stadion, Incheon Zuschauer: 1000 Schiedsrichter: Shūhei Kubo (Japan) |
| 12. Mai 2018 16:30 KST | Versuche: Jang 10. erh. HS Lee 49. erh. JB Lee 61. erh. Erhöhungen: Oh (3/3) | (7:21) Bericht | Versuche: Spitz 24. n.erh. Slatem 37. erh. Erhöhungen: Rosslee (1/2) Straftritte: Rosslee (6/6) 4., 19., 31., 44., 58., 68. | Namdong-Rugby-Stadion, Incheon Zuschauer: 1000 Schiedsrichter: Shūhei Kubo (Japan) |

| 19. Mai 2018 16:30 KST | Südkorea | 67 : 12        | Malaysia                                                                    | Namdong-Rugby-Stadion, Incheon Schiedsrichter: Stephen Copeman (Hongkong) |
| 19. Mai 2018 16:30 KST | Versuche: SM Jang (2) 6. erh., 18. erh. HB Kim 24. erh. NU Kim (2) 29. erh., 70. erh. Lee 34. erh. JM Jang 56. erh. JM Kim 64. erh. JH Kim 75. erh. Erhöhungen: Oh (8/9) Straftritte: Oh 47. Dropgoals: Oh 68. | (35:0) Bericht | Versuche: Tamanisau 42. erh. Jamaluddin 73. n.erh. Erhöhungen: Kamsol (1/2) | Namdong-Rugby-Stadion, Incheon Schiedsrichter: Stephen Copeman (Hongkong) |

| 26. Mai 2018 16:00 HKT | Hongkong | 91 : 10        | Malaysia                                                                             | Hong Kong Football Club Stadium, Hongkong Schiedsrichter: Shūhei Kubo (Japan) |
| 26. Mai 2018 16:00 HKT | Versuche: Pincott 3. erh. Denmark 6. erh. Hartley (3) 16. erh., 19. erh., 43. erh. Lauder (2) 20. erh., 75. erh. Strafversuch 26. Tsang 30. erh. Delaforce 53. erh. Neville 57. erh. Keith 66. erh. Fullgrabe 80. erh. Erhöhungen: Rimene (11/11) Straftritte: Rimene (1/1) 7. | (49:7) Bericht | Versuche: Saukuru 33. erh. Erhöhungen: Bin Sudin (1/1) Straftritte: Kamsol (1/1) 61. | Hong Kong Football Club Stadium, Hongkong Schiedsrichter: Shūhei Kubo (Japan) |

| 2. Juni 2018 16:00 HKT | Hongkong | 39 : 5         | Südkorea                    | Hong Kong Football Club Stadium, Hongkong Schiedsrichter: Shūhei Kubo (Japan) |
| 2. Juni 2018 16:00 HKT | Versuche: Rosslee 13. erh. Slatem (2) 24. erh., 38. erh. Yiu 30. erh. Lauder 75. n.erh. Erhöhungen: Rosslee (4/5) Straftritte: Rosslee (2/2) 8., 50. | (31:0) Bericht | Versuche: HS Lee 54. n.erh. | Hong Kong Football Club Stadium, Hongkong Schiedsrichter: Shūhei Kubo (Japan) |

## Division 1
Sri Lanka und die Vereinigten Arabischen Emirate zogen sich aus dem Turnier zurück. Aufgrund der schlechteren Weltranglistenposition steigen die Emirate in die Division 2 ab.
Ergebnisse
| 23. Juni 2018 | Philippinen | 32 : 24 | Singapur | Southern Plains Stadium, Calamba City |
| 23. Juni 2018 |             |         |          | Southern Plains Stadium, Calamba City |

| 26. Juni 2018 | Singapur | 12 : 38 | Philippinen | Southern Plains Stadium, Calamba City |
| 26. Juni 2018 |          |         |             | Southern Plains Stadium, Calamba City |

## Division 2
|    | Land     | Spiele | Siege | Unent. | Ndlg. | Spiel- punkte | Diff. | Bonus- punkte | Tabellen- punkte |
| -- | -------- | ------ | ----- | ------ | ----- | ------------- | ----- | ------------- | ---------------- |
| 1. | Taiwan   | 2      | 2     | 0      | 0     | 72:26         | + 46  | 2             | 10               |
| 2. | Thailand | 2      | 1     | 0      | 1     | 39:40         | − 1   | 1             | 5                |
| 3. | Indien   | 2      | 0     | 0      | 2     | 17:62         | − 45  | 1             | 1                |

4 Tabellenpunkte für Sieg, 2 Tabellenpunkte für Unentschieden, 1 Bonuspunkt bei vier oder mehr Versuchen, 1 Bonuspunkt bei Niederlage mit weniger als sieben Zählern Differenz.
Ergebnisse
| 20. Mai 2018 | Thailand | 18 : 12 | Indien | Nong Prue Stadium, Pattaya |
| 20. Mai 2018 |          |         |        | Nong Prue Stadium, Pattaya |

| 23. Mai 2018 | Indien | 5 : 44 | Taiwan | Nong Prue Stadium, Pattaya |
| 23. Mai 2018 |        |        |        | Nong Prue Stadium, Pattaya |

| 26. Mai 2018 | Thailand | 21 : 28 | Taiwan | Nong Prue Stadium, Pattaya |
| 26. Mai 2018 |          |         |        | Nong Prue Stadium, Pattaya |

## Division 3

### Ostasien
|    | Land     | Spiele | Siege | Unent. | Ndlg. | Spiel- punkte | Diff. | Bonus- punkte | Tabellen- punkte |
| -- | -------- | ------ | ----- | ------ | ----- | ------------- | ----- | ------------- | ---------------- |
| 1. | Guam     | 2      | 2     | 0      | 0     | 118:24        | + 94  | 2             | 10               |
| 2. | VR China | 2      | 1     | 0      | 1     | 51:70         | − 19  | 1             | 5                |
| 3. | Brunei   | 2      | 0     | 0      | 2     | 30:105        | − 75  | 0             | 0                |

Guam steigt in die Division 2 auf.
| 8. Mai 2018 | Brunei | 12 : 66 | Guam | Belapan Stadium, Bandar Seri Begawan |
| 8. Mai 2018 |        |         |      | Belapan Stadium, Bandar Seri Begawan |

| 10. Mai 2018 | VR China | 12 : 52 | Guam | Belapan Stadium, Bandar Seri Begawan |
| 10. Mai 2018 |          |         |      | Belapan Stadium, Bandar Seri Begawan |

| 12. Mai 2018 | Brunei | 18 : 39 | VR China | Belapan Stadium, Bandar Seri Begawan |
| 12. Mai 2018 |        |         |          | Belapan Stadium, Bandar Seri Begawan |

### Westasien
Halbfinale
| 24. April 2018 | Libanon | 62 : 3 | Jordanien | Beirut |
| 24. April 2018 |         |        |           | Beirut |

| 24. April 2018 | Iran | 17 : 8 | Katar | Beirut |
| 24. April 2018 |      |        |       | Beirut |

Spiel um Platz 3
| 27. April 2018 | Jordanien | 11 : 25 | Katar | Beirut |
| 27. April 2018 |           |         |       | Beirut |

Finale
| 27. April 2018 | Libanon | 29 : 17 | Iran | Beirut |
| 27. April 2018 |         |         |      | Beirut |

### Zentralasien
Halbfinale
| 16. Mai 2018 | Pakistan | 82 : 0 | Kirgisistan | Zentralstadion, Almaty |
| 16. Mai 2018 |          |        |             | Zentralstadion, Almaty |

| 16. Mai 2018 | Kasachstan | 55 : 6 | Mongolei | Zentralstadion, Almaty |
| 16. Mai 2018 |            |        |          | Zentralstadion, Almaty |

Spiel um Platz 3
| 18. Mai 2018 | Mongolei | 11 : 25 | Kirgisistan | Zentralstadion, Almaty |
| 18. Mai 2018 |          |         |             | Zentralstadion, Almaty |

Das Spiel um Platz 3 wurde abgesagt, da die kirgisische Mannschaft nicht anwesend war.
Finale
| 18. Mai 2018 | Kasachstan | 48 : 0 | Pakistan | Zentralstadion, Almaty |
| 18. Mai 2018 |            |        |          | Zentralstadion, Almaty |

Kasachstan steigt in die Division 2 auf.